# 斯科特縣 (阿肯色州)
史考特郡（英語：Scott County）是美国阿肯色州西部的一個縣，西鄰奧克拉荷馬州，面積2,326平方公里。根據2020年美國人口普查，共有人口9,836人。縣治沃爾德倫。該縣成立於1833年11月15日，縣名紀念在阿肯色领地時期擔任最高法院法官的安德魯·史考特。
本縣為一禁酒的縣。